# Storm King Dam
Storm King Dam är en damm i Australien. Den ligger i delstaten Queensland, omkring 170 kilometer sydväst om delstatshuvudstaden Brisbane. Storm King Dam ligger 878 meter över havet. Arean är 0,54 kvadratkilometer. Den sträcker sig 2,6 kilometer i nord-sydlig riktning, och 1,1 kilometer i öst-västlig riktning.
Dammen byggdes 1954 och är vattenreservoir för Stanthorpe.